# Kapateira rosipennis
Kapateira rosipennis är en insektsart som beskrevs av Henry Fairfield Osborn 1926. Kapateira rosipennis ingår i släktet Kapateira och familjen dvärgstritar. Inga underarter finns listade i Catalogue of Life.